# Fernando Pannullo
Fernando Pannullo (Gorizia, 27 settembre 1936 – Roma, 1º marzo 2019) è stato un attore teatrale, regista teatrale e drammaturgo italiano.

## Biografia
Nel corso della sua lunga carriera ha lavorato come attore con alcuni tra i principali Teatri Stabili italiani (Napoli, Bolzano, Roma), con alcune importanti cooperative (ad es. Compagnia Italiana), con compagnie private (ad es. Compagnia degli Ipocriti, Teatro Nuovo di Torino).
Nel 1975 fonda il Teatro Popolare di Roma assieme a Maurizio Scaparro, Pietro Nuti, Adriana Innocenti e Pino Micol.
Ha lavorato con registi quali Maurizio Scaparro, Franco Enriquez, Luca Ronconi, Massimo Castri, Ugo Gregoretti, Renzo Giovampietro, Sandro Sequi, Roberto Guicciardini, interpretando ruoli teatrali in spettacoli sia classici sia moderni.
Ha partecipato a diversi film e a numerosi sceneggiati televisivi.

## Teatro

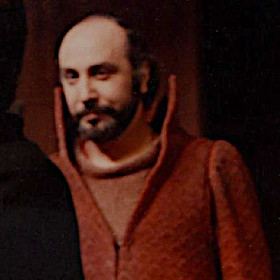
Scatto di scena da Amleto. Teatro Stabile di Bolzano (1972)

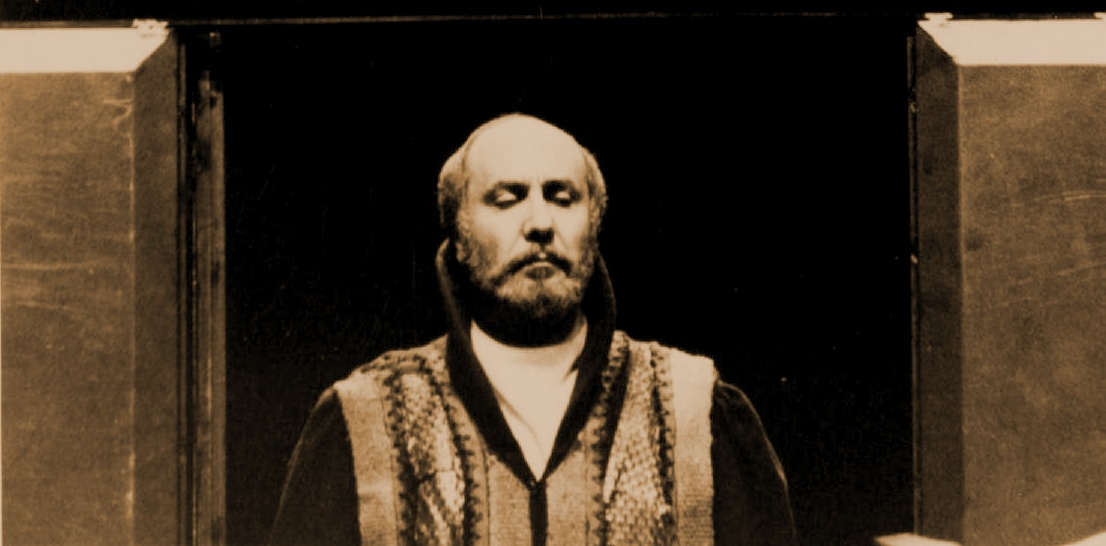
Scatto di scena da Amleto. Teatro Stabile di Bolzano (1972)

### Attore
- I Persiani, di Eschilo (1967)
- Il governo di Verre, tratto dall'In Verrem di Marco Tullio Cicerone (1970)[6]
- Giorni di lotta con Di Vittorio, di Nicola Saponaro, regia di Maurizio Scaparro. Teatro Stabile di Bolzano (1971)[7]
- Il candidato, di Gustav Flaubert, regia di Maurizio Scaparro (1971)[6]
- Amleto, di William Shakespeare, regia di Maurizio Scaparro. Teatro Stabile di Bolzano (1972)[8]
- La diagnosi, regia di Guido Stagnaro (1974)[9]
- Il maggiore Barbara, di George Bernard Shaw, regia di Maurizio Scaparro (1975)[10]
- Riccardo II, di William Shakespeare. Teatro Popolare di Roma (1975)[11]
- Lunga notte di Medea, di Corrado Alvaro. Teatro Popolare di Roma (1976)
- Cyrano de Bergerac, di Edmond Rostand. Teatro Popolare di Roma (1977)
- Giulio Cesare, di William Shakespeare. Teatro Popolare di Roma (1978)
- La cortigiana, di Pietro Aretino. Teatro Popolare di Roma (1979)
- Andria, di Niccolò Machiavelli, regia di Marco Bernardi e Siro Marcellini (1980)[12]
- ‘O vico, di Raffaele Viviani, regia di Achille Milo (1981)[13]
- La visita della vecchia signora di Friedrich Dürrenmatt, regia di Pino Micol. Teatro Popolare di Roma (1982)
- Don Chisciotte – Frammenti di un discorso teatrale di Miguel Cervantes, testo e regia di Maurizio Scaparro. Teatro Popolare di Roma (1983)
- Le due Comedie in Comedia di Giovan Battista Andreini, regia di Luca Ronconi. Compagnia Teatro di Roma, Teatro Malibran di Venezia (18 ottobre 1984)
- Caligola, di Albert Camus, regia di Maurizio Scaparro (1985)[14]
- Comoedia, di Ghigo De Chiara, regia di Ugo Gregoretti. Teatro di Roma (1985)
- Il fu Mattia Pascal di Luigi Pirandello. Teatro di Roma (1986)
- Le troiane, di Euripide, regia di Alessandro Giupponi. Compagnia del Teatro Popolare di Roma, serata inaugurale del festival di Borgio Verezzi (17 luglio 1987)
- Vita di Galileo di Bertolt Brecht, regia di Maurizio Scaparro (1988)
- Tango misogino di Fernando Pannullo e Giulio Pizzirani, regia di Fernando Pannullo (1990)
- Ifigenia in Aulide, di Euripide, regia di Memè Perlini (1990)
- Agamennone di Vittorio Alfieri, regia di Adriana Innocenti (1991)
- ‘O fatto 'e cronaca, di Raffaele Viviani, regia di Maurizio Scaparro. Compagnia Gli Ipocriti (1992)[15]
- Il teatro comico, di Carlo Goldoni (1993)
- La coscienza di Ulisse di Silvio Fiore (1993)
- Lorenzaccio, di Alfred de Musset, regia di Maurizio Scaparro (1996)
- Pulcinella, di Manlio Santanelli, da un'idea di Roberto Rossellini, regia di Maurizio Scaparro (1996)[16]
- Romeo e Giulietta, di William Shakespeare, regia di Maurizio Scaparro e Giovanni Ribet (2001)[17]
- Peccato che sia una sgualdrina, di John Ford
- Pluto, di Aristofane
- Menecmi, di Tito Maccio Plauto
- Edipo Re, di Sofocle
- Medea, di Euripide
- Processo per magia, di Francesco Della Corte
- Il Passatore, ispirato alla vicenda di Stefano Pelloni
- Il suicida, di Nikolaj Ėrdman
- Omobono e gli incendiari, di Max Frisch
- Giuseppe Di Vittorio, ispirato alla vicenda dell'omonimo sindacalista italiano
- Un eccesso di zelo, di Manlio Santanelli
- In alto mare, di Sławomir Mrożek
- Il vero Silvestri, ispirato dall'omonimo romanzo di Mario Soldati
- La mandragola, di Niccolò Machiavelli, regia di Giulio Pizzirani
- ” Decameron suite”, da Boccaccio, di Pannullo/Pizzirani, regia di Giulio Pizzirani. Compagnia TEATRO in controluce.

### Drammaturgo

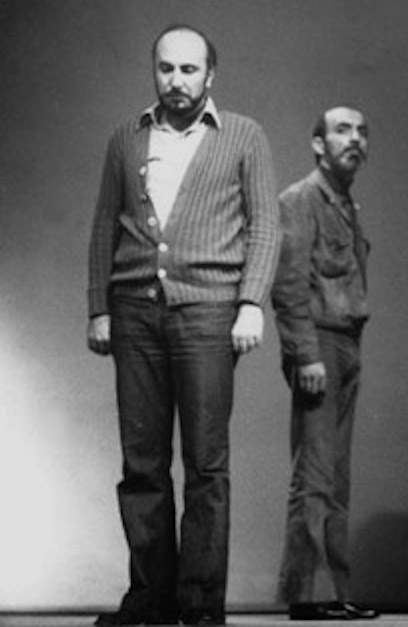
Scatto di scena da Giorni di lotta con Di Vittorio. Teatro Stabile di Bolzano (1971)

- Tango misogino, di Fernando Pannullo e Giulio Pizzirani (1990)
- Laura allo specchio (dedicato a Laura Betti e Pier Paolo Pasolini) (2006)
- Le donne di Garibaldi, da un'idea di Fatima Scialdone. Prima rappresentazione il 17 luglio 2007 presso il Teatro Antonio Raimondi di Lima, in collaborazione con l'Ambasciata d'Italia a Lima e l'Istituto Italiano di Cultura[18]
- Le donne dell'Unità d'Italia
- Cristina e il sogno romano, da un'idea di Fatima Scialdone
- Maria Sofia Di Baviera, Regina di Napoli, da un'idea di Fatima Scialdone
- Trilogia sul tango e i diritti umani, da un'idea di Fatima Scialdone
  - Cinemilonga, Piccola storia d'amore di tango e vita. Prima rappresentazione il 2 agosto 2013 presso il Fontanone del Gianicolo
  - Napoli-Buenos Aires andata e ritorno
  - Un thè-tango per Evita
- Ria Rosa diva eccentrica from Italy, di Fernando Pannullo e Fatima Scialdone
- La divina Giulia Gonzaga, da un'idea di Fatima Scialdone. Prima rappresentazione il 12 agosto 2013 presso il Castello Baronale dei Gonzaga a Fondi, in occasione dei 500 anni della nascita di Giulia Gonzaga[19]
- Marika e il suo violoncello, prima rappresentazione il 27 gennaio 2016 presso la Galleria nazionale d'arte moderna e contemporanea[20]

### Regista
- Tango misogino, di Fernando Pannullo e Giulio Pizzirani (1990)
- Ria Rosa diva eccentrica from Italy
- Laura allo specchio (dedicato a Laura Betti e Pier Paolo Pasolini) (2006)
- Le donne di Garibaldi (2007)[18]
- Le Donne dell'Unità d'Italia
- Cristina e il sogno romano
- Maria Sofia Di Baviera, Regina di Napoli
- Cinemilonga, Piccola storia d'amore di tango e vita (2013)
- Napoli-Buenos Aires andata e ritorno
- Un thè-tango per Evita
- La divina Giulia Gonzaga (2013)[19]
- Marika e il suo violoncello (2016)[20]

## Filmografia

### Cinema
- Le strelle nel fosso, regia di Pupi Avati (1978)
- Macabro, regia di Lamberto Bava (1980)
- Andria, regia di Marco Bernardi (1981)[21]
- Don Chisciotte, regia di Maurizio Scaparro (1983)
- Teresa, regia di Dino Risi (1987)
- La posta in gioco, regia di Sergio Nasca (1988)
- Verso sera, regia di Francesca Archibugi (1990)
- Il principe e il pirata, regia di Leonardo Pieraccioni (2001)
- Un mondo d'amore, regia di Aurelio Grimaldi (2002)
- Tutto tutto niente niente, regia di Giulio Manfredonia (2012)

### Televisione
- I persiani, regia di Dimitris Rontiris - Film TV (1967)
- Gastone, regia di Maurizio Scaparro - Film TV (1977)
- Luigi Ganna detective, regia di Maurizio Ponzi - miniserie TV (1979)
- Rocco Scotellaro, regia di Maurizio Scaparro – Film TV (1979)
- Semmelweis, regia di Gianfranco Bettetini - Film TV (1980)
- Il vicolo, regia di Achille Millo - Film TV (1981)
- Colpo di grazia alla sezione III, regia Enzo Tarquini - Film TV (1981)
- La nemica, regia di Nanni Fabbri - Film TV (1984)
- Doris una diva del regime, regia di Alfredo Giannetti - Film TV (1991)
- Trilussa - Storia d'amore e di poesia, regia di Lodovico Gasparini - Film TV (2012)
- La freccia nera, regia di Anton Giulio Majano - Miniserie televisiva (1968)
- La donna di picche, regia di Leonardo Cortese - Miniserie televisiva (1972)
- Cinema!!!, regia di Pupi Avati - Miniserie televisiva (1979)
- Fregoli, regia di Paolo Cavara - Miniserie televisiva (1981)
- Dancing Paradise, regia di Pupi Avati - Miniserie televisiva (1982)
- Il rumore dei ricordi - miniserie TV (2000)

### Cortometraggi
- Ultima fermata: Cinecittà, regia di Fernando Pannullo (2014)[22]